# 向伟艺
向伟艺（1992年6月—），湖南慈利人，土家族，中国共产党党员。中华人民共和国政治人物。

## 生平
2014年毕业于南华大学，成为张家界市慈利县零溪镇象鼻嘴村党支部副书记，2018年2月24日，当选为第十三届全国人大代表。现任中共慈利县三官寺土家族乡党委委员、副乡长。